# (1034) Mozartia
(1034) Mozartia – planetoida z pasa głównego asteroid okrążająca Słońce w ciągu 3 lat i 173 dni w średniej odległości 2,29 au. Została odkryta 7 września 1924 roku w Obserwatorium Simejiz na górze Koszka na Półwyspie Krymskim przez Władimira Albickiego. Nazwa planetoidy pochodzi od Wolfganga Amadeusa Mozarta (1756–1791), jednego z najwybitniejszych kompozytorów w historii. Przed jej nadaniem planetoida nosiła oznaczenie tymczasowe (1034) 1924 SS.